# 388282 'Akepa
388282 'Akepa este o planetă minoră (asteroid) din centura de asteroizi. A fost descoperită pe 14 septembrie 2006 la Mauna Kea de Joseph Masiero⁠(d). 
Obiectul prezintă o orbită caracterizată de o semiaxă mare de 3,018883214019 UAi, o excentricitate de 0,13, o înclinație de 2,5 ° în raport cu ecliptica.